# Réchicourt-le-Château
Réchicourt-le-Château (lorenès Rchico) és un municipi francès situat al departament del Mosel·la i a la regió del Gran Est. L'any 2007 tenia 561 habitants.

## Demografia

### Població
El 2007 la població de fet de Réchicourt-le-Château era de 561 persones. Hi havia 236 famílies, de les quals 64 eren unipersonals (24 homes vivint sols i 40 dones vivint soles), 76 parelles sense fills, 76 parelles amb fills i 20 famílies monoparentals amb fills.
La població ha evolucionat segons el següent gràfic:
Habitants censats

### Habitatges
El 2007 hi havia 320 habitatges, 240 eren l'habitatge principal de la família, 16 eren segones residències i 64 estaven desocupats. 214 eren cases i 104 eren apartaments. Dels 240 habitatges principals, 145 estaven ocupats pels seus propietaris, 90 estaven llogats i ocupats pels llogaters i 5 estaven cedits a títol gratuït; 10 tenien dues cambres, 36 en tenien tres, 61 en tenien quatre i 133 en tenien cinc o més. 183 habitatges disposaven pel capbaix d'una plaça de pàrquing. A 128 habitatges hi havia un automòbil i a 75 n'hi havia dos o més.

### Piràmide de població
La piràmide de població per edats i sexe el 2009 era:
| Homes | Edats   | Dones |
| ----- | ------- | ----- |
| 0     | 95 o +  | 0     |
| 0     | 90 a 94 | 3     |
| 1     | 85 a 89 | 5     |
| 5     | 80 a 84 | 6     |
| 10    | 75 a 79 | 9     |
| 5     | 70 a 74 | 16    |
| 19    | 65 a 69 | 11    |
| 35    | 60 a 64 | 26    |
| 27    | 55 a 59 | 22    |
| 27    | 50 a 54 | 28    |
| 19    | 45 a 49 | 26    |
| 30    | 40 a 44 | 30    |
| 43    | 35 a 39 | 36    |
| 27    | 30 a 34 | 30    |
| 26    | 25 a 29 | 30    |
| 30    | 20 a 24 | 3     |
| 23    | 15 a 19 | 27    |
| 25    | 10 a 14 | 17    |
| 24    | 5 a 9   | 39    |
| 18    | 0 a 4   | 21    |

## Economia
El 2007 la població en edat de treballar era de 381 persones, 252 eren actives i 129 eren inactives. De les 252 persones actives 185 estaven ocupades (111 homes i 74 dones) i 66 estaven aturades (28 homes i 38 dones). De les 129 persones inactives 45 estaven jubilades, 25 estaven estudiant i 59 estaven classificades com a «altres inactius».

### Ingressos
El 2009 a Réchicourt-le-Château hi havia 260 unitats fiscals que integraven 595,5 persones, la mediana anual d'ingressos fiscals per persona era de 14.794 €.

### Activitats econòmiques
Dels 9 establiments que hi havia el 2007, 2 eren d'empreses de comerç i reparació d'automòbils, 1 d'una empresa de transport, 2 d'empreses d'hostatgeria i restauració, 1 d'una empresa d'informació i comunicació, 1 d'una empresa de serveis i 2 d'entitats de l'administració pública.
Dels 2 establiments de servei als particulars que hi havia el 2009, 1 era un taller de reparació d'automòbils i de material agrícola i 1 restaurant.
L'any 2000 a Réchicourt-le-Château hi havia 8 explotacions agrícoles que ocupaven un total de 912 hectàrees.

## Equipaments sanitaris i escolars
L'únic equipament sanitari que hi havia el 2009 era un centre de salut.
El 2009 hi havia una escola elemental integrada dins d'un grup escolar amb les comunes properes formant una escola dispersa.

## Poblacions més properes
El següent diagrama mostra les poblacions més properes.